# 羅爾斯鎮區 (愛荷華州米爾斯縣)
羅爾斯鎮區（英語：Rawles Township）是位於美國愛荷華州米爾斯縣的一個行政鎮區。

## 地方資料
根據2010年美國人口普查的數據，羅爾斯鎮區的面積為90.78平方千米，當中陸地面積為90.65平方千米，而水域面積為0.13平方千米。當地共有人口512人，而人口密度為每平方千米5.64人。